# Campeonato Mundial de Esquí Alpino de 1958
El XV Campeonato Mundial de Esquí Alpino se celebró en la localidad alpina de Bad Gastein (Austria) en 1958 bajo la organización de la Federación Internacional de Esquí (FIS) y la Federación Austriaca de Esquí.

## Resultados

### Masculino
| Evento          | Oro                      | Plata                    | Bronce                                               |
| --------------- | ------------------------ | ------------------------ | ---------------------------------------------------- |
| Descenso        | Toni Sailer · Austria ·  | Roger Staub · Suiza ·    | Jean Vaurnet Francia                                 |
| Eslalon         | Josef Rieder · Austria · | Toni Sailer · Austria ·  | Chiharu Igaya Japón                                  |
| Eslalon gigante | Toni Sailer · Austria ·  | Josef Rieder · Austria · | François Bonlieu · Francia / · Roger Staub · Suiza · |
| Combinado       | Toni Sailer · Austria ·  | Josef Rieder · Austria · | Roger Staub · Suiza ·                                |

### Femenino
| Evento          | Oro                           | Plata                       | Bronce                     |
| --------------- | ----------------------------- | --------------------------- | -------------------------- |
| Descenso        | Lucille Wheeler · Canadá ·    | Frieda Dänzer · Suiza ·     | Carla Marchelli · Italia · |
| Eslalon         | Inger Bjørnbakken · Noruega · | Josefa Frandl · Austria ·   | Annemarie Wasser · Suiza · |
| Eslalon gigante | Lucille Wheeler · Canadá ·    | Sally Deaver Estados Unidos | Frieda Dänzer · Suiza ·    |
| Combinado       | Frieda Dänzer · Suiza ·       | Lucille Wheeler · Canadá ·  | Josefa Frandl · Austria ·  |

## Medallero
| Núm. | País           | Oro | Plata | Bronce | Total |
| ---- | -------------- | --- | ----- | ------ | ----- |
| 1    | Austria        | 4   | 4     | 1      | 9     |
| 2    | Canadá         | 2   | 1     | 0      | 3     |
| 3    | Suiza          | 1   | 2     | 4      | 7     |
| 4    | Noruega        | 1   | 0     | 0      | 1     |
| 5    | Estados Unidos | 0   | 1     | 0      | 1     |
| 6    | Francia        | 0   | 0     | 2      | 2     |
| 7    | Italia         | 0   | 0     | 1      | 1     |
|      | Japón          | 0   | 0     | 1      | 1     |
|      | TOTAL          | 8   | 8     | 9      | 25    |